# Astyanax villwocki
Astyanax villwocki är en fiskart som beskrevs av Axel Zarske och Géry, 1999. Astyanax villwocki ingår i släktet Astyanax och familjen Characidae. Inga underarter finns listade.